# Neżdet Zalew
Neżdet Zalew (bułg. Неждет Залев, ur. 13 lipca 1937 w Ustinie, zm. 19 maja 2011) – bułgarski zapaśnik. Srebrny medalista olimpijski z Rzymu.
Zawody w 1960 były jego jedynymi igrzyskami olimpijskimi. Walczył w stylu wolnym. Medal wywalczył w wadze koguciej, do 57 kilogramów. W finale pokonał go Amerykanin Terrence McCann. Trzeci w Pucharze Świata w 1958 roku.